# Vimman (1948)
Vimman var en svensk rundtursbåt, vilken byggdes 1948 av Hammarö Båtvarv i Hammarö som Åsunda till Gunnar Valdemar Olsson i Karlstad och användes som sightseeingbåt i Karlstads omgivningar.
Hon såldes 1951 till Curt-Åke Wahlin i Norrköping och döptes om till Vimman och gick i sightseeingtrafik med Norrköping från kajen i Motala ström vid parken Samarien, en del av Carl Johans park.
Vimman ersattes 1952 av en ny och större Vimman. Den tidigare Vimman döptes om till Gävlebönan och flyttades till Gävle för att trafikera traden Gävle - Fredriksskans och som rundtursbåt där.
År 1954 seglade hon på Göta Kanal på traden Motala - Borenshult. Hon återdöptes till Åsunda 1955 och övertogs 1960 av Ivan Lange i Motala. År 1978 såldes hon till Vadstena, där renovering påbörjades, men inte avslutades, utan hon eldades upp 1981.